# Ray Lewis
Raymond Anthony "Ray" Lewis, Jr. (Bartow, Florida, 15 de mayo de 1975) es un exjugador de fútbol americano estadounidense que ocupó la posición de linebacker y que militó en las filas de los Baltimore Ravens de la National Football League (NFL). 
Lewis ha participado en trece Pro Bowls y ha sido nombrado diez veces All-Pro –7 como Primer Equipo y 3 como Segundo–. También ganó el premio al mejor Jugador Defensivo del Año en las temporadas 2000-01 y 2003-04. Ganó dos anillos en su carrera; en el Super Bowl XXXV (2001) y Super Bowl XLVII (2013), marcando así su retiro de la NFL.

## Biografía
Nació en Bartow, Florida. Jugó como linebacker en Kathleen High School en Lakeland, donde fue All-American. Allí también practicó la lucha colegial, destacando notablemente.

### Universidad
Tras su paso por el instituto, Lewis decidió unirse a la Universidad de Miami, donde jugó para los Hurricanes. Como freshman (estudiante de primer año), rápidamente explotó sus cualidades y se convirtió en titular de los últimos cinco partidos. Registró un total de 81 tackles, dos sacks, dos tackles para pérdida de yardas y cuatro pases defendidos, que le valió para ser nombrado para el equipo All-American de primer año.
En su segunda temporada como sophomore, Lewis realizó también un gran papel, liderando la Big East Conference con 152 tackles y también aportó nueve tackles para pérdida de yardas, dos sacks y una intercepción, acabando sexto en las encuestas tanto de periodistas como de entrenadores en cuanto a mejor defensor.
Su temporada como júnior fue aún más exitosa, ya que fue nuevamente nombrado para los equipos de All-American y All-Big East, y terminó como subcampeón del Premio Butkus al mejor linebacker del fútbol universitario. Terminó la temporada con 160 tackles –la segunda mayor marca de la historia de la Universidad de Miami; solo por detrás de Ed Weisacosky (164 en 1965)–. Lewis también totalizó ocho tackles para pérdida de yardas, dos sacks, dos intercepciones, un fumble forzado, cuatro pases defendidos y un touchdown. 
Después de la temporada de 1995, Lewis entró en el draft de la NFL. En el draft de 1996 fue seleccionado en la primera ronda (puesto 26) por los Baltimore Ravens. En 2004 se graduó en Artes y Ciencia por la Universidad de Maryland.

## Carrera

### Baltimore Ravens
A la conclusión de la temporada 2007, los datos totales que Lewis ha conseguido en su carrera profesional son un total de 1520 tackleadas, 11 fumbles forzados, 90 pases desviados, 51 tackleadas para pérdida de yardas, 30 sacks, 13 fumbles recuperados, 25 intercepciones y dos touchdowns en 162 partidos, todos ellos con los Baltimore Ravens. 
Lewis ha sido elegido para disputar nueve NFL Pro Bowls en sus doce temporadas en la liga y ha liderado la lista de tackleadas cinco veces (1997, 1999, 2001, 2003 y 2004). En 2003, Lewis lideró la lista de linebackers con seis intercepciones. Lewis también ha sido elegido para el equipo ideal de la NFL en 1999, 2000, 2001, 2003 y 2004 y para el segundo en 1997 y 1998.
En la lista de los 100 mejores jugadores de la historia de la NFL de noviembre de 2010, Lewis fue ubicado como el tercer mejor LB de todos los tiempos, sólo detrás de Lawrence Taylor y Dick Butkus.
Lewis disputó su último partido como profesional, el 3 de febrero de 2013, en la Super Bowl XLVII que los Baltimore Ravens le ganaron a los San Francisco 49ers por 34-31 y de esta manera ganó su segundo anillo de campeonato.

## Vida personal
Lewis es cristiano y su compromiso con su fe se presentó en una historia de portada de la revista Sports Illustrated en 2006. Tiene un total de seis hijos; cuatro niños y dos niñas, con cuatro mujeres diferentes.
Michael Phelps, nativo de Baltimore y fan de los Ravens, declaró que encontró el propósito de su vida y el deseo de competir en los Juegos Olímpicos de Verano 2016 después de buscar el consejo de Lewis.